# Hiperbolă (figură de stil)
Hiperbola este un procedeu stilistic (figură de stil) prin care se exagerează intenționat însușirile unei ființe sau caracteristicile unui obiect, fenomen, sau ale unei întâmplări, folosit mai ales în opere literare cu scopul de a-l impresiona mai puternic pe cititor.
Hiperbola este exagerarea în plus sau în minus a calităților sau cusururilor pe care le au ori le pot avea lucrurile, ființele sau ideile.
Hiperbola se exprimă mai des cu ajutorul comparațiilor și al metaforelor.
Sunt realizate cu ajutorul comparației hiperbole ca:
„are o gură cât o șură"; "s-a făcut inima cât un purice"; „cuvintele se revărsau ca o vâltoare de scântei gata să aprindă tot ce întâlnește în cale" (Liviu Rebreanu, Răscoala). 
Hiperbole realizate prin metafore (exemple):
„Fețișoara lui,
Spuma laptelui" (Miorița);
„Și vorba-i tunet, răsufletul ger,
Iar barda din stânga-i ajunge la cer,
Și vodă-i un munte" 
(George Coșbuc, Pașa Hassan).
Exemple:
- Are inima cât un purice.
- Înotam în mijlocul unei mări a candorii.